# ロバート・レークス・シュロック
ロバート・レークス・シュロック（Robert Rakes Shrock、1904年8月27日 - 1993年6月22日）は、アメリカ合衆国の古生物学者、地質学者である。

## 略歴
インディアナ州、マイアミ郡のWawpecongで生まれた。インディアナ大学で学び、博士号を得た後、ウィスコンシン大学に移った。ウィスコンシン大学には堆積学のパイオニアであるトウェンホーフェル（William H. Twenhofel）がいた。1937年からマサチューセッツ工科大学の教授となり、1975年まで働いた。マサチューセッツ工科大学の地質学、地球科学研究のリーダーを務め、1949年からはウッズホール海洋研究所と連携し海洋学の研究プロジェクトを推進した。1965年に作られたマサチューセッツ工科大学最初の海洋調査船は、RV R. R. Schrockと命名された。。1956年から1957年の間、堆積地質学会（英語：Society for Sedimentary Geology、略称：SEPM）の会長を務めた。1954年にアメリカ芸術科学アカデミーの会員に選ばれ、1976年に、堆積地質学会のWilliam H. Twenhofel Medalを受賞した。

## 著作
- Hervey Shimerと共著 Index Fossils of North America, New York, Wiley 1944
- Sequence in layered rocks:  a study of features and structures useful for determining top and bottom or order of succession in bedded and tabular rock bodies, McGraw Hill 1948
- William H. Twenhofelと共著 Principles of invertebrate paleontology, McGraw Hill 2. Auflage 1953 (zuerst Invertebrate Paleontology 1935)
- Edgar Cumingsと共著 The geology of the Silurian rocks of northern Indiana, Indianapolis 1928
- Geology at MIT 1865-1965: a history of the first hundred years of geology at Massachusetts Institute of Technology; 2 Bände, MIT Press 1977
- The Geologists Crosby of Boston: William Otis Crosby (1850-1925) and Irving Ballard Crosby (1891-1959), MIT 1972
- Cecil and Ida Green: Philantropists Extraordinary, MIT Press 1989